# Publius Suillius Rufus
Publius Suillius Rufus war ein römischer Politiker, Senator und Ankläger unter Kaiser Claudius.
Suillius war ein Sohn der Vistilia und damit Stiefbruder des Feldherrn Gnaeus Domitius Corbulo und der Milonia Caesonia, der vierten Ehefrau des Kaisers Caligula. Er war verheiratet mit der Stieftochter Ovids. Seine Söhne waren Suillius Caesonianus und Marcus Suillius Nerullinus.
Suillius’ Ämterlaufbahn ist nur fragmentarisch überliefert. Bekannt ist, dass er decemvir stlitibus iudicandis, zwischen 15 und 18 Quästor des Germanicus, Legat einer unbekannten Legion (17/19?) und Prätor (23?) war. Zwischen 41 und 45 bekleidete Suillius das Suffektkonsulat, danach verwaltete er als Prokonsul die Provinz Asia.
Seine Karriere war jedoch von moralischen Verfehlungen geprägt. Bereits im Jahr 24 wurde Suillius wegen Bestechung verurteilt und aus Italien verbannt, wobei er auf Betreiben des Kaisers Tiberius auf eine Insel verbracht wurde. Später, unter Kaiser Caligula, kehrte er aus dem Exil zurück.
Diese Rückkehr ermöglichte ihm, seine politische Karriere wieder aufzunehmen und unter Kaiser Claudius eine einflussreiche Position einzunehmen. Tacitus beschreibt ihn in dieser Zeit als mächtig, käuflich und durch die Freundschaft mit Claudius lange Zeit erfolgreich, jedoch niemals zum Guten handelnd. Als gefürchteter Ankläger unter Claudius war er unerbittlich und grausam. Zu seinen prominenten Opfern zählten Iulia, die Tochter von Drusus Caesar und Livilla, die ältere Poppaea Sabina sowie zahlreiche Konsulare wie Cornelius Lupus und Decimus Valerius Asiaticus. Tacitus nennt ihn sogar einen „Urheber der Grausamkeit.“ Dank seiner rhetorischen Gewandtheit konnte er einer Anklage im Senat entgehen.
Doch unter Kaiser Nero wendete sich das Blatt: Auf Betreiben des von ihm beleidigten Seneca wurde Suillius im Jahr 58 wegen Erpressung angeklagt. Wie Tacitus in den berichtet, wurde er trotz seines hohen Alters verurteilt, ein Teil seines Vermögens wurde eingezogen, und er wurde auf die Balearen verbannt. Sein Nachruf, so Tacitus, war nicht so erniedrigend, wie es seine Feinde erhofft hatten. Ungebrochen im Geist soll Suillius die Verbannung mit einem luxuriösen und angenehmen Leben ertragen haben.